# 伊沢勉
伊沢 勉（いざわ べん、1958年2月14日 - ）は、日本の男性俳優、演出家、作家、声優。

## 略歴
- 愛知県岡崎市[2]出身。血液型 A型[2]。身長 170cm[2]。体重 62kg[1]。
- 愛知県立豊橋南高等学校（第3回生）[3]卒業。タレントオフィス ともだち（名古屋オフィス）所属[要出典]。
- 名古屋市の劇団“彗星86”に参加[4]。
- 劇団解散を経て引き続き“プロジェクト・ナビ”に参加し、解散（2003年）まで在籍する[4]。
- その間、東京、大阪、名古屋の劇団や、プロデュース公演にも数多く出演[4]。
- 又、「伊沢勉の会」として、自ら脚本を執筆・プロデュース・出演し、定期的に公演を行っている[4]。

## 出演作品

### テレビドラマ
- NHK連続テレビ小説（NHK）
  - 君の名は（1991年4月1日〜1992年4月4日）- 柴山晴男(小学校教諭) 役
    - ※1991年版（NHK連続テレビ小説）版　※NHK連続テレビ小説30周年記念作品

  - さくら (2002年のテレビドラマ)（2002年4月1日〜9月28日）
- ドラマランド11　不思議の国の17歳（1997年4月1日〜7月8日、名古屋テレビ）
- なんじゃもんじゃの木の下で 〜時をこえたラブレター〜（1997年4月26日、テレビ朝日）
- ドラマ30（CBC）
  - 直子センセの診察日記（1999年3月30日〜5月28日）
  - アゲイン〜ラヴ・ソングをもう一度〜（1999年11月29日〜2000年1月28日） - 里中 役
  - 蔵の宿（2000年10月2日〜12月1日）
  - キッズ・ウォー3 〜ざけんなよ〜（2001年7月30日〜9月28日） - 吉野治先生 役
  - 幼稚園ゲーム3（2003年11月24日〜2004年1月23日） - 平田 役
  - ことぶきウォーズ（2004年10月4日〜12月3日）
  - 湯けむりウォーズ〜女将になります〜（2005年4月4日〜5月27日）
  - 新キッズ・ウォー パート1（2005年8月1日〜9月30日） - 本屋(福文堂)の店員 役
  - ママ!アイラブユー（2005年11月28日〜2006年1月27日）
  - こどもの事情（2007年7月2日〜8月31日）- オーディションの審査員 役
  - 熱血ニセ家族（2007年10月29日〜12月28日） - 楠木克夫 役
- 定年ゴジラ（2001年、NHK-BS2）
- BSドラマアヴェニュー　トトの世界〜最後の野生児〜（2001年2月26日〜3月2日、NHK-BS2）
- ドラマ愛の詩（NHK教育）
  - エスパー魔美（2002年1月5日〜3月23日、NHK名古屋放送局）- 水谷先生 役
  - どっちがどっち!（2002年10月5日〜12月28日、NHK教育） - 齋藤幸太郎 役
  - 天使みたい（2003年7月5日〜9月20日、NHK名古屋放送局） - 大滝航介 役
- 月曜ドラマシリーズ（NHK総合）
  - 海図のない旅（2002年1月7日〜2月4日）
  - オーダーメイド〜幸せ色の紳士服店〜（2004年11月29日〜12月27日）
- CBCのドラマ（CBC）
  - 旅の途中で（2002年10月26日）
  - 命の奇跡（2006年10月15日）
  - シュラバッ!（2008年10月4日）- 江戸川勉(有香園の顧問弁護士) 役　※原案 兼務
  - 花祭 (2009年のテレビドラマ)（2009年10月3日、CBC） - 法事客 役　※方言指導 兼務
- ちょっと待って、神様（2004年1月5日〜2月5日、NHK名古屋放送局）
- 絶壁〜山岳警備隊、疾走る〜（2004年10月2日(富山県)・2004年11月6日(全国)、NHKデジタル衛星ハイビジョン） - 岩谷博 役
- 終戦60年関連企画ドラマ「象列車がやってきた」（2005年8月12日、NHK総合）
- 土曜ドラマ (NHK)（NHK）
  - 勉強していたい!（2007年8月18日〜9月1日）
  - リミット -刑事の現場2-（2009年7月11日〜8月8日）
  - 鉄の骨（2010年7月3日〜31日）
- 金とく（NHK）
  - 『マサさんがゆく 〜三重・志摩編〜』（2007年9月21日）
  - 『マサさんがゆく 〜お正月スペシャル 岐阜・美濃編〜』（2009年1月9日）
- 中学生日記（2008年〜、NHK名古屋放送局） - 大曽根勉校長 役
- ドラマ8　ROMES/空港防御システム（2009年10月15日〜12月10日、NHK）
- 心の糸（2010年11月27日、NHK名古屋放送局） - スーパーの店長 役
- 幸せのかたち〜離婚の危機を迎えたら〜（2011年10月14日、NHK） - 岡町弁護士 役
- ヤアになる日〜鳥羽・答志島パラダイス〜（2012年9月30日、NHK津放送局・NHK名古屋放送局） - 山岡紗智子(主人公)の上司 役
- 名古屋行き最終列車 第1弾「3番ホーム〜23時20分 新鵜沼発〜」（2012年12月19日、名古屋テレビ（メ〜テレ）） -　江川(西本の上司の課長) 役
- 日曜劇場　ルーズヴェルト・ゲーム　第1話（2014年4月27日、TBS） - 内藤課長 役
- BS時代劇　大岡越前2　第3回（2014年10月17日、NHK BSプレミアム）- 政五郎 役　※主演：東山紀之 版
- 劇的会社 〜ドラマティックカンパニー〜（2015年4月11日、CBC）
- 父、ノブナガ (2017年10月7日、TBS) - 谷口健 役
- 忘れっぽいハムレット（2024年11月9日、テレビ愛知） - 田辺勉 役

### テレビ番組
- どっかうれしい金曜日（1987年4月3日〜1989年3月31日、中京テレビ）
- ミックスパイください（CBC）
- ぴーかんテレビ 元気がいいね!（東海テレビ）
- ハヤルンダモン宮殿（テレビ愛知）
- ハヤルンダモン探偵団（テレビ愛知）
- ワットくん!（テレビ愛知）
- 工場へ行こう PARTII AMAZING FACTORY、日経プレミアム 工場へ行こうⅢ AMAZING FACTORY ※番組内再現ドラマ（テレビ愛知）

### CM
- 浜乙女
- オリオンビール
- 龍角散 クララ
- 大阪ガス
- フジテレビ
- 穴吹工務店
- 山忠食品工業株式会社 もずく
- 焼肉屋さかい
- 横浜FM放送
- 鷲ヶ岳スキー場
- JA岐阜

等々

### ラジオドラマ
- 青春アドベンチャー（NHK-FM）
  - 『オーデュボンの祈り』(名古屋局制作)〈原作：伊坂幸太郎〉（2004年4月12日〜16日、4月19日〜23日）
  - 『有頂天家族』(名古屋局制作)〈原作：森見登美彦〉（2008年11月3日 - 14日）[5] -　布袋(淀川長太郎) 役
  - 『終末のフール』(名古屋局制作)〈原作：伊坂幸太郎〉（2010年2月1日〜5日、2月8日〜12日）
  - 『ほろびた国の旅』(名古屋局制作)〈原作：三木卓〉（2011年7月25日〜29日）
  - 「アゴラ６９ ～僕らの詩（うた）～」（2021年4月5日 - 16日）[6] - 加藤ツヨシ（老年期） 役
- FMシアター（NHK-FM）
  - 『金魚とあぽろ』(名古屋局制作)〈脚本：松永英隆〉（2001年12月15日）
  - 『forget-me-not〜忘れな草〜』第19回名古屋創作ラジオドラマ脚本募集入選作(名古屋局制作)〈作：馬場秀子〉（2004年6月19日）
  - 『サヨナラよ、こんにちは！』(名古屋局制作)〈作：坂本正彦〉（2005年11月26日）
  - 『オッサンとワタシ』(名古屋局制作)〈作：坂本正彦〉（2006年7月8日）
  - 『五十歳の旅立ち』（2007年1月20日）※〈脚本兼務：伊沢勉〉
  - 『バーバー・レッスン』(名古屋局制作)〈作：宮村優子 (脚本家)〉（2009年7月25日）
  - 『観られる女』(名古屋局制作)〈作：鹿目由紀〉（2009年10月31日） -　吉田部長 役
  - 『散歩する侵略者〜鳴海と真治の二週間〜』(名古屋局制作)〈作：前川知大〉（2010年3月13日） -　明日美の父親 役
  - 第25回NHK名古屋創作ラジオドラマ脚本募集入選作『人らしく、生きられるように』(名古屋局制作)〈作：田山琢朗〉（2010年5月29日）[7] -　主人公の同僚 役、医者 役
  - 劇作家シリーズ『幽霊の自転車』(名古屋局制作)（2012年3月24日）※〈作：伊沢勉〉
  - 『起業しやぁ』（2025年1月18日） - マサ 役[8]
- 特集オーディオドラマ（NHK-FM）
  - 『空の防人』(名古屋局制作)〈作：原田裕文〉（2011年8月13日） -　真山勝男 役
- CBC創立60周年ドラマスペシャル 名古屋開府400年「金助からの伝言」〈脚本：柿ノ木タケヲ〉（2010年5月30日、CBCラジオ）※脚色 兼務

### ラジオ番組
- 小堀勝啓のわ!Wide とにかく今夜がパラダイス（1982年10月〜1989年9月、CBCラジオ）

### 舞台
- お父さんの旗日
- 海がみたい
- こんがら野球団
- 伊沢勉あ・ほーまんす
- 悪魔のいるクリスマス
- ダックスープ
- 銀河鉄道の夜
- 審判
- ハモニカ
- バンカラ・ブルース
- フィガロの結婚
- 霰
- ランドセル

等々

### 脚本
- 舞台（戯曲）
  - レイルドリーム
  - 豊川女子挺身隊
  - ハモニカ
  - ランドセル
  - お父さんの旗日
  - 先生と扇風機
  - たくあんの味
  - 春夏秋冬
  - 海がみたい
  - 瀬をはやみ
  - 砂に消えたラブレター
  - 帰れない明日

- テレビ・ラジオ
  - NHK
    - 愛する私（中学生日記）
    - 50歳の旅立ち
    - アコーディオンを弾こう（親父と盆栽）

  - CBC
    - 定年オーライ
    - 柿木金助

等々

### 演出
- 常滑青年会議所
- 東海青年会議所
- 常滑女性会議
- ともだち事務所
- パックピクチャーズ
- 静岡トヨペット

など舞台演出

### ゲーム
- わくわく7（徳川超十郎）
  - 1996年11月21日 - アーケード
  - 1996年12月27日 - ネオジオ
  - 1997年6月20日 - セガサターン「拡張RAM専用」
  - 2008年6月26日 - PlayStation 2「サンソフトコレクション」
  - 2010年4月27日 - Wii「バーチャルコンソール」